# 圣盖博河
圣盖博河（英語：San Gabriel River）是美国加利福尼亚州洛杉矶县和橙县的一条河流，长约43英里（69），源自圣盖博山，穿过圣盖博谷，注入太平洋。